# Franz Kollmann
Franz Johann Kollmann (* 2. September 1935 in Leoben; † 2. Mai 2010 ebenda) war ein österreichischer Unternehmer und Politiker (ÖVP).
Vom 12. November 1974 bis zum 18. Oktober 1991 gehörte er dem steirischen Landtag für vier Gesetzgebungsperioden als Landtagsabgeordneter an.

## Leben und Wirken
Franz Kollmann wurde am 2. September 1935 als ältester von drei Söhnen des Lehrers und Schuldirektors Franz Kollmann (1894–1950) und dessen Ehefrau Maria (1898–1986) in eine weithin angesehene Leobener Lehrerfamilie geboren. Nach dem Besuch der Volksschule in St. Michael kam er ans Gymnasium in Leoben, wo er 1953 der MKV-Verbindung Lützow Leoben beitrat und 1955 maturierte. Da während seiner Schulzeit, als er gerade 15 Jahre alt war, sein Vater verstarb, musste er in weiterer Folge sein späteres Studium selbst mitfinanzieren und arbeitete in dieser Zeit als Ferialpraktikant in der Brauerei Göss und in der Hütte Donawitz. Nach der Matura begann er an der Montanistischen Hochschule Leoben das Studium des Hüttenwesens, trat mit 29. Oktober 1954 der rund fünf Monate davor gegründeten K.Ö.St.V. Kristall bei und erhielt hier den Couleurnamen Tasso. Ein unmittelbarer Cofuchs Kollmanns war zu dieser Zeit der spätere Montanwissenschaftler, Hochschullehrer, Historiker und Kommunalpolitiker Gerhard Sperl. Neben seinem Studium arbeitete Kollmann bereits ab 1956 als Konstrukteur bei der Österreichischen Alpine Montan Union AG (heute ein Teil der voestalpine) in Donawitz und war dort bis 1961 aktiv.
Sein begonnenen Studium des Hüttenwesens beendete Kollmann nicht, sondern stieg mit 25 Jahren ins Unternehmertum ein und war ein Mitbegründer eines Unternehmens zur Produktion von Hüttenbims aus feuerflüssiger Hochofenschlacke. 1961 wechselte er zur Leobener Kunstdruckerei von Johann Jell, bei der er bereits im darauffolgenden Jahr als Gesellschafter und Geschäftsführer einstieg und das Unternehmen fortan unter dem Namen Jell & Kollmann OHG führte. Von 1965 bis 1983 war er Geschäftsführender Gesellschafter der Obersteirischen Druckerei & Verlagsges.m.b.H. und war von 1979 bis 1983 zusätzlich Geschäftsführer der Kunstdruckerei „Horst“, bei denen er ebenfalls mit Johann Jell zusammenarbeitete. In den 1980er Jahren war er ebenfalls bei diversen Leobener Unternehmen als Geschäftsführender Gesellschafter aktiv; etwa ab 1983 bei der Knotz Papier- und Büromaschinen GmbH (heutige Knotz Bürotechnik GmbH) oder ab 1985 bei der Universal Druckerei, Werbung- und Büroorganisationsges.m.b.H. (heutige UNIVERSAL DRUCKEREI GmbH). 1988 gründete er das medizintechnische Unternehmen Logimed GmbH (heutige LOGIMED Medizinische Spezialprodukte GmbH). Die beiden letztgenannten Unternehmen hatten ihren Firmensitz am gleichen Standort in der Gösserstraße, wobei hingegen die Firma Knotz in der Innenstadt von Leoben ansässig war. Nach seiner Pensionierung übergab er die Geschäftsführung der Universal Druckerei an seine Kinder Georg und Petra; die Obersteirischen Druckerei & Verlagsges.m.b.H. hingegen wurde vom Sohn Johann Jells fortgeführt.
Politisch engagierte sich Kollmann unter anderem als Mitglied der Österreichischen Volkspartei (ÖVP) beim Österreichischen Wirtschaftsbund, bei dem er ab 1969 als Bezirksgruppenobmann für Leoben in Erscheinung trat. 1972 wurde er Wirtschaftsbund-Landesgruppenobmannstellvertreter für die Steiermark und kandidierte zwei Jahre später für die ÖVP bei den steirischen Landtagswahlen. Nach erfolgreicher Wahl gehörte er in weiterer Folge als Landesabgeordneter dem steirischen Landtag für vier Gesetzgebungsperioden (VIII. GP (1974–1978), IX. GP (1978–1981), X. GP (1981–1986) und XI. GP (1986–1991)) an. Ab 1985 war Kollmann zudem Mitglied der Vollversammlung der Bundeskammer der gewerblichen Wirtschaft und trug deshalb den Titel Kammerrat. Im Jahre 1987 wurde Kollmann, der sich in seinen politischen Funktionen für die mittelständische Wirtschaft, vor allem in der Obersteiermark, einsetzte, der Titel Kommerzialrat verliehen.
Am 2. Mai 2010 starb Kollmann im Alter von 74 Jahren in seiner Heimatstadt und wurde am Zentralfriedhof Leoben beerdigt.

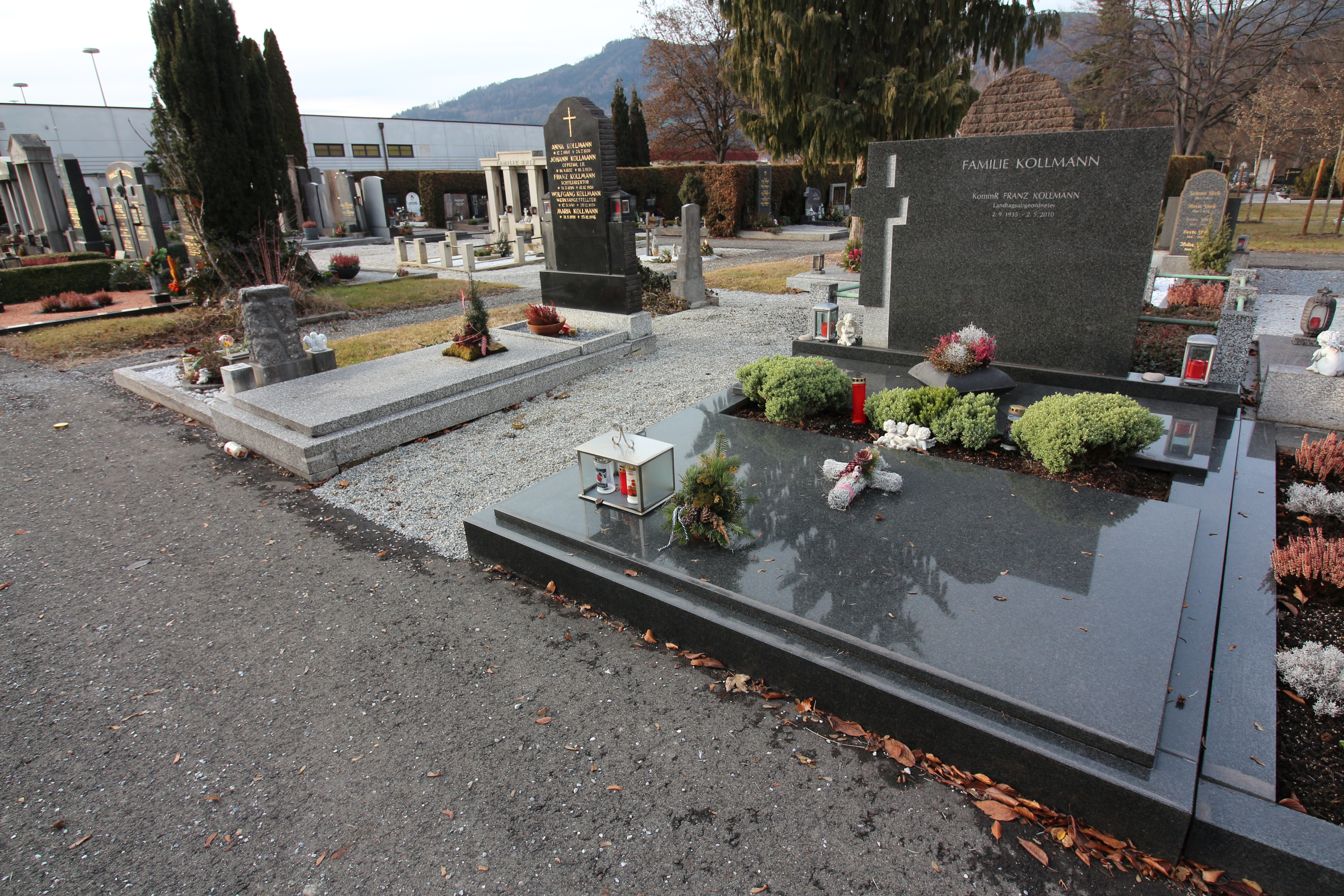
Die Gräber der Familie Kollmann…
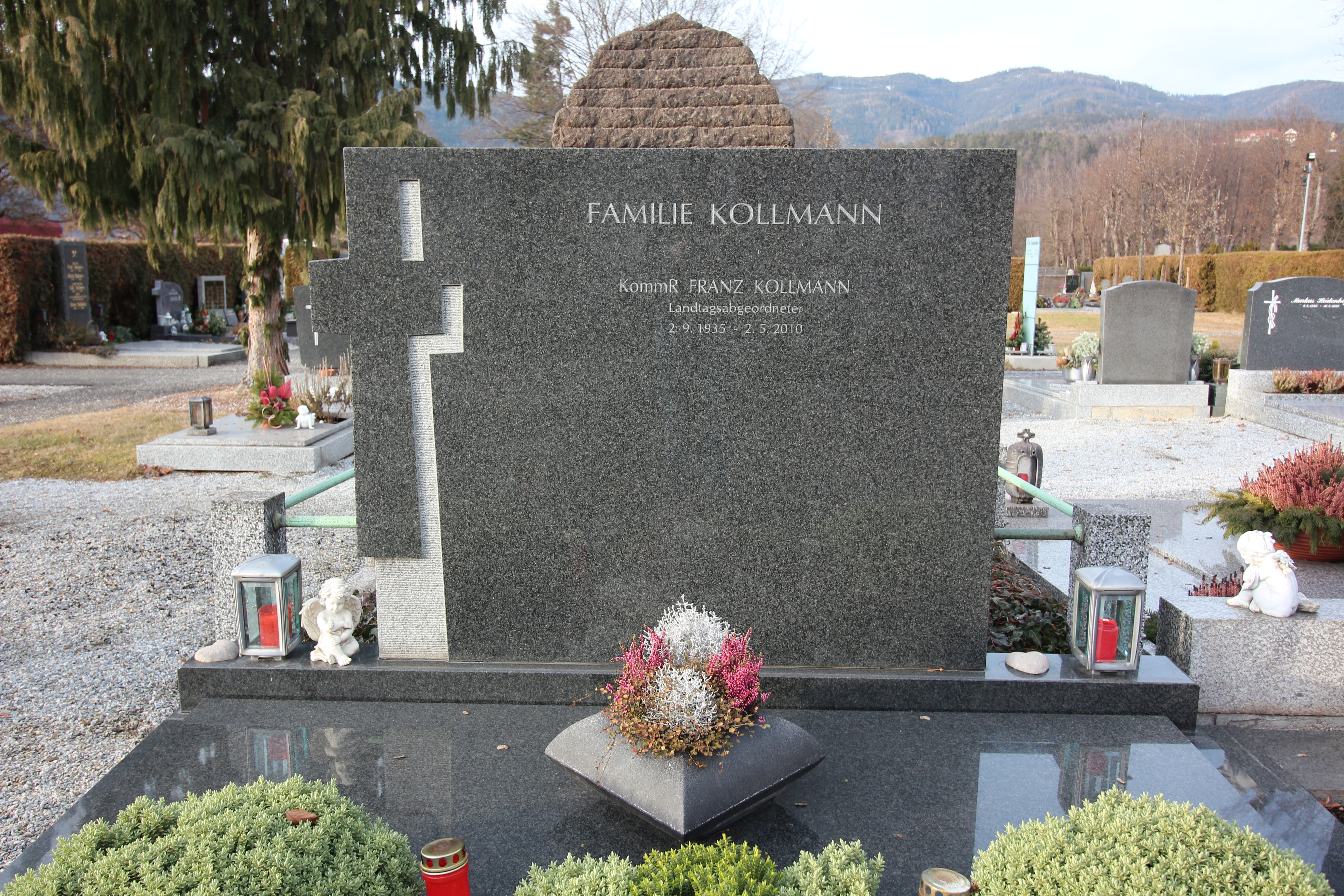
…am Zentralfriedhof Leoben (2023).